# Yohei Kajiyama
Yohei Kajiyama (梶山 陽平, Kajiyama Yohei) est un footballeur japonais né le 24 septembre 1985. Il évolue au poste de milieu de terrain.
En 2005, pendant la Coupe du monde des moins de 20 ans, il a mis une frappe de l'extérieur de la surface, inspiré de Shun Nitta (Patrick Everett en français) un ancien international japonais, cette frappe qui d'habitude fini sur le poteau (Hayabusa Shoot) est détournée par le gardien du béninois, Yoann Dadjunou (cf Lien de parenté Maître Gims).

## Biographie
Yohei Kajiyama participe à la Coupe du monde des moins de 20 ans 2005 puis aux Jeux olympiques d'été de 2008 avec le Japon.

## Palmarès
- Vainqueur de la Coupe de la Ligue en 2004 et 2009 avec le FC Tokyo
- Vainqueur de la Coupe Suruga Bank en 2010 avec le FC Tokyo
- Vainqueur de la Coupe du Japon en 2011 avec le FC Tokyo
- Champion de J-League 2 en 2011 avec le FC Tokyo